# Star Spangled War Stories
Star-Spangled War Stories è stata una serie a fumetti di genere bellico edita dal 1952 al 1977 per 204 numeri dalla DC Comics.

## Storia editoriale
Inizialmente, Star Spangled War Stories fu un ri-titolamento di Star-Spangled Comics, e continuò la numerazione dal precedente fumetto dal numero 131. Questo durò fino al n. 133, quando la DC Comics rinnovò la numerazione dal n. 3 - anche se c'erano già tre numeri prima di quello. Infine risultò che c'erano due fumetti separati numerati come Star Spangled War Stories n. 132, uno pubblicato nel 1952 e uno pubblicato nel 1967. Tra le storie pubblicate in questo fumetto vi fu Mlle. Marie dello scrittore-editore Robert Kanigher e dell'artista Jerry Grandenetti, riguardante un combattente della resistenza francese durante la seconda guerra mondiale, debuttante nel n. 84 (agosto 1954); ci furono poi The War that Time Forgot, Enemy Ace e The Unknown Soldier. Fra gli scrittori che lavorarono alla testata ci sono stati Kanigher (editore) e David Micheline, Ed Herron, Bill Finger e Bob Haney; tra gli artisti che contribuirono vi furono Neal Adams, Ross Andru, Gene Colan, Mort Drucker, Mike Esposito, Russ Heath, Carmine Infantino, Bernard Krigstein, Joe Kubert, Leonard Starr e Curt Swan.
Star Spangled War Stories fu pubblicato per altri 200 numeri fino al 1977. La serie terminò con il n. 204. Con il n. 205, la numerazione continuò sotto il titolo di The Unknown Soldier.
Nel settembre 2014 è iniziata una terza edizione della serie come parte dell'evento The New 52.

## Premi e riconoscimenti
La serie vinse l'Alley Award nel 1966 per il "Miglior Fumetto di Guerra".